# 제2차 솜 전투

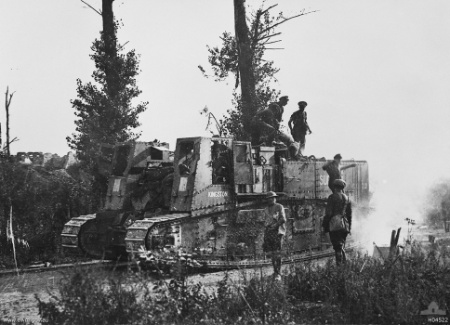

2차 솜 전투 또는 1918년의 아라스 전투는 제1차 세계 대전 중인 1918년 여름 끝자락에 서부 전선 솜강 유역에서 벌어진 전투다. 이 전투는 독일 제국의 공세에 대응한 연합군의 반격으로 병력 증원 및 재보급을 마친 후에 시작되었다. 1918년 솜 전투에서 가장 중요한 특징은 1918년 1차 솜 전투에서 강력한 독일군의 춘계 공세를 막아내고, 2차 솜 전투는 연합군 진격의 중핵이 되어 11월 11일의 휴전을 이끌어냈다는 점이다.

## 전투
1918년 8월 15일, 영국 원정군 사령관 더글러스 헤이그 장군은 페르디낭 포슈 장군의 아미앵 공세를 계속하라는 요구를 거절했다. 대신에 헤이그 장군은 알베르(Albert)를 공격할 계획을 세웠고, 8월 21일로 공격 날짜를 정했다. 주공 부대는 영국 3군과 3군에 배속된 미국 2 군단으로 결정되었다. 2차 전투는 8월 21일에 바포메(Bapaume)에서 시작되었다. 전투는 전선에서 55킬로미터 정도, 두에에서 생캉탱 남쪽 라 페르(La Fère)까지 넓게 전선이 확장되었다. 알베르는 8월 22일에 점령되었다. 8월 26일, 영국 1군이 공격을 다른 방향으로 12킬로미터가량 확장했다. 바포메(Bapaume)는 8월 29일에 함락되었다.

## 같이 보기
- 100일 공세